# Crannóg Nr. 1 von Ballinderry

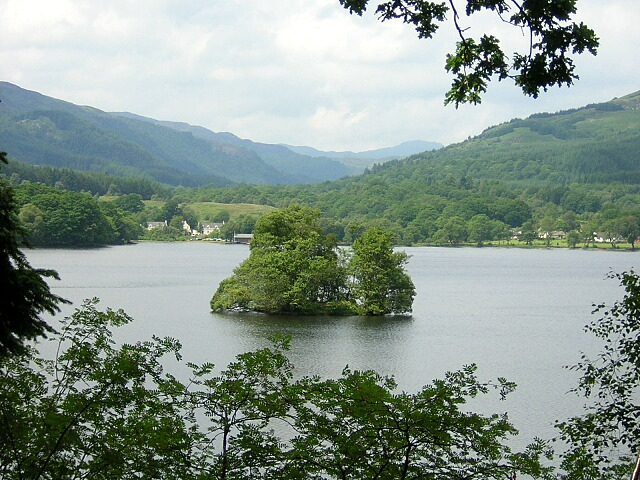
Typisches Bild eines heutigen Crannóg – hier der im Loch Ard

Die Ausgrabung des Crannógs Nr. 1 von Ballinderry im gleichnamigen Townland (irisch Baile an Doire) im County Westmeath in Irland hat die meisten Daten zum ursprünglichen Aufbau und der anschließenden Umgestaltungen eines irischen Crannógs ergeben. Der Crannóg scheint für viele andere artifizielle Inseln typisch zu sein, wo die Informationen weniger dicht waren.
Die erste Phase von Ballinderry Nr. 1, Ende des 10. Jahrhunderts, bestand aus einer hölzernen Plattform von etwa sechs Quadratmetern. Ähnliche Plattformen waren auch an anderen Crannógs bemerkt worden. Es bestand die Ansicht, dass sie als Flöße benutzt wurden, um die Stelle, an der der Crannóg gebaut werden sollte, zu erreichen. Bei Ballinderry Nr. 1 gab es keine Anzeichen dafür, dass die Stämme zusammengebunden waren. Sie wurden stattdessen durch Haken am Seeboden in Position gehalten, was anzeigt, dass das Seeniveau niedriger war, als die Plattform erbaut wurde. Um diese Plattform und drei Meter außerhalb, wurde ein unregelmäßiger Kreis aus leichten Pfählen gesetzt. Innerhalb wurden radial und rechtwinklig einige Balken gruppiert. Die Balken stammen von einem früheren Gebäude. Viele von ihnen waren bearbeitet und gaben Auskunft über die hoch entwickelte Zimmermannstechnik. Über die Plattform und die Bauhölzer wurde abwechselnd Torf und Reisig aufgeschichtet. In den Schichten kamen Tierknochen vor. Stellenweise wurden flache Steine aufgelegt, um die Schichten zu verfestigen. Auf diese Basis wurde eine beträchtliche Menge von Balken gelegt, die das Fundament für den Fußboden bildeten, der aus sorgfältig gearbeitetem Flechtwerk bestand.
Die Hölzer, die das Fundament für den Boden bildeten, bedeckten ein Gebiet in der Form eines Hufeisens von etwa 16 m Durchmesser. Im Zentrum befand sich eine Herdstelle, wie die unregelmäßige Verteilung von Asche anzeigt. Um die Insel war eine Palisade errichtet worden, die ein Gebiet von 26 m Durchmesser einschloss. Die Palisade war auf der Seite am stärksten, wo die Insel dem Land zugewandt war. Hier bildeten bis zu zehn Reihen von Pfählen die Palisade. Auf der Gegenseite der Insel war die Palisade schwächer, aber außerhalb des Crannógs waren Pfähle als Hindernis im Seeboden eingerammt. Der Zugang zum Crannóg ist durch eine Lücke in der Palisade gekennzeichnet. Die Insel ist durch einen Damm aus Schichten von Reisig gemacht und hat eine Reihe von Pfosten auf beiden Seiten. Der Zugang und der Damm zeigen, dass der Crannóg, zumindest in den trockenen Jahreszeiten, zu Fuß zu erreichen war. An einem Kai auf der gegenüberliegenden Seite wurden Boote festgemacht. Der Kai war mit horizontalen Balken aufgebaut und mit Torf bedeckt. Sein Bau scheint eine spätere Installation zu sein.
Das anfängliche Haus auf dem Crannóg wurde wahrscheinlich wegen Absinkens des Bodens aufgrund der ungünstigen Fundamentierung aufgegeben. Die Oberfläche wurde dann durch Material angehoben, das dem ähnlich ist, das in den Fundamentschichten, aber unter Hinzufügung Kiesschichten verwendet worden ist. Eingeschlossen in die Füllschichten war ein ausgemusterter Einbaum. Auf dieser neuen Oberfläche wurden zwei Häuser errichtet, nicht mehr zentral wie im Fall des ursprünglichen Hauses, sondern in der Nähe des Randes, um den teilweise eine neue Palisade – dieses Mal aus Vierkanthölzern – gebaut wurde. Als die beiden sekundären Häuser aufgegeben wurden, wurde eine neue Schicht aufgetragen und darauf ein viertes Haus errichtet, von dem aber nur kärgliche Spuren erhalten blieben. In den oberen Schichten gefundene Münzen von Elisabeth I. (1558–1603) und Jakob II. geben Auskunft über eine spätere, vermutlich andersartige Nutzung.
Viele der in Ballinderry Nr. 1 gemachten Entdeckungen scheinen für die großen frühmittelalterlichen Crannógs typisch zu sein. Parallelen können bei der Baumethode, den Materialien, der Palisade, beim Haus, bei den Strukturänderungen und bei der späteren Nachnutzung gefunden werden. Beim Crannóg von Lagore zeigen drei Palisaden drei aufeinander folgende Nutzungsphasen. Pfähle als Hindernis im Seeboden kommen vor, weniger ausgeprägt bei Ballinderry Nr. 2 – und es ist darauf hingewiesen worden, dass diese den Chevaux de frise der Steinforts entsprechen.
Es gibt keine Anzeichen dafür, dass auf irischen Crannógs eine Vielzahl von Häusern errichtet wurden. Belege für Metall- und Glasarbeiten sowie für weniger spezialisierte Berufe sind auf Crannógs gefunden worden. Hierdurch unterscheidet sich der irische Crannóg von jenen englischen Anlagen wie Glastonbury und Meare in Somerset. Die Anlagen in Somerset haben mehrere von einer Palisade umgebene Häuser. Sie ähneln äußerlich dem irischen Crannóg, sind aber in der sozialen Organisation verschieden.
Ballinderry ist auch ein Scheduled Historic Monument in Craigavon in Nordirland.
Im Jahr 1933 fand die Ausgrabung des Crannóg Ballinderry Nr. 2 im benachbarten County Offaly statt. Dabei wurde der Ballinderry-Würfel entdeckt. Er hat auf einer Seite das Ogham-Zeichen mit dem Lautwert V statt der fünf Punkte.